# 奥蔵寺
奥藏寺（おうぞうじ）は岐阜県多治見市上野町にある臨済宗南禅寺派の寺院。山号は亀頂山。

## 歴史
永保寺を開山した元翁本元(佛徳禅師)の弟子である月堂宗圓が開山したと伝わる。
永保寺は昔は高田街道から入ったため、奥の院として建立されたと伝わる。
正確な創建年は不詳であるが、開山の没年から延文3年（1358年）以前と考えられる。
無住の期間が長く、資料が不足しており歴代の住持や寺歴の大半が不明となっている。
元禄8年（1695年）に土岐郡三十三所巡礼が開創された際に三十番札所となった。
享和3年（1803年）に建立された観音堂が現在も残されており、「三間四面三ツ堂御拜付入母屋造」で度々修復はされているが、骨組みは建築当時のままという。内陣の天井は剥落が著しいが絵天井となっている。
如意輪観音を岩窟に祀る厨子は、永保寺のものよりは小型であるが、見事な造りである。
昭和10年（1935年）頃に永保寺周辺に設けられた虎渓西国三十三観音では一番に選ばれて観音像が安置された。